# 16760 Масанорі
16760 Масанорі (16760 Masanori) — астероїд головного поясу, відкритий 11 жовтня 1996 року.
Тіссеранів параметр щодо Юпітера — 3,355.